# Lipnica Srednja
Lipnica Srednja (en cyrillique : Липница Средња) est un village de Bosnie-Herzégovine. Il est situé sur le territoire de la ville de Tuzla, dans le canton de Tuzla et dans la fédération de Bosnie-et-Herzégovine. Selon les premiers résultats du recensement bosnien de 2013, il compte 223 habitants.

## Démographie

### Évolution historique de la population dans la localité
| 1948 | 1953 | 1961 | 1971 | 1981 | 1991 | 2013 |
| ---- | ---- | ---- | ---- | ---- | ---- | ---- |
| -    | -    | 639  | 694  | 611  | 496  | 223  |

|  |

### Communauté locale
En 1991, la communauté locale de Lipnica Srednja comptait 1 082 habitants, répartis de la manière suivante :